# Le Matin (Haïti)
Le Matin est un quotidien d'Haïti publié depuis 1907.

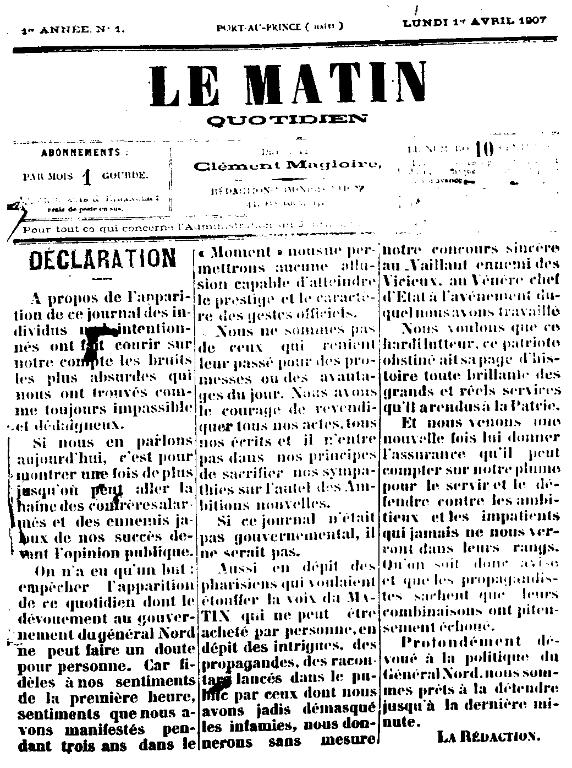
Le Matin, 1 avril 1907.

Journal d'information générale, il fut créé le 1er avril 1907 à Port-au-Prince par Clément Magloire. Il est diffusé sur l'ensemble du territoire haïtien quotidiennement. Parmi ses rédacteurs en chef, figure l'écrivain et journaliste haïtien contemporain Gary Victor. Depuis 2009, l'illustre Journaliste Daly Valet devient son directeur. Ses éditoriaux (Valet) font école (gratuits sur le site). 
Après une absence de deux ans, le journal refit surface au début du mois d'avril 2004 avec ses propriétaires actuels.

## Rubriques
- L'Éditorial
- La Une
- Les Actualités
- L'Économie
- La Société
- Le Monde
- La Culture
- Le Sport
- Agora (forum et messagerie)
- Créole (rubrique en créole haïtien)